# 里見櫻風
里見 櫻風（さとみ おうふう、1948年5月6日 - 2018年12月24日）は、埼玉県行田市生まれの書家。木村東道に師事。本名は時子、櫻風は号。

## 役職
新興書道展
運営委員
一部審査会員
清風会
総務
毎日書道展
会員
清風書道教室
緑支部長

## 書歴
新興書道展
1981年 - 1982年特選、二部審査会員となる。
1986年、1988年一部審査員準推挙、一部審査会員となる。
清風書道展
1983年宝紙賞を受賞
1986年宝墨賞を受賞
1994年書壇ニュース社賞を受賞
1997年清風書人大賞を受賞
毎日書道展
1984年 - 1991年入選（8年連続）
1992年 - 1993年秀作賞を受賞
1994年 - 1995年入選、会友となる。
1999年秀作賞を受賞
2000年毎日賞を受賞、会員となる。